# 野々瀬浩司
野々瀬 浩司（ののせ こうじ、1964年 - ）は、日本の歴史学者。慶應義塾大学文学部教授。

## 略歴
神奈川県藤沢市出身。千葉県立千葉東高等学校、1988年一橋大学社会学部卒業。
1990年慶應義塾大学大学院文学研究科修士課程修了。1995年同大学院博士課程単位取得満期退学。1998年慶大より博士（史学）取得。
1992年から1994年の間、スイス連邦政府給費奨学生としてベルン大学に留学。
1995年防衛大学校人文科学教室講師、2000年同大学人間文化学科助教授、2010年教授。
2014年より慶大文学部教授。2018年東京大学文学部西洋史学研究室非常勤講師。

## 著書

### 単著
- 『ドイツ農民戦争と宗教改革』（慶應義塾大学出版会, 2000年）
- 『宗教改革と農奴制』（慶應義塾大学出版会, 2013年）

### 分担執筆
- （森田安一）『スイスの歴史と文化』（刀水書房, 1998年）
- （森田安一）『ヨーロッパ宗教改革の連携と断絶』（教文館, 2009年）
- （踊共二, 岩井隆夫）『スイス史研究の新地平』（昭和堂, 2011年）
- 『宗教改革と現代』（新教出版社, 2017年）